# أبو سروعة عقبة بن الحارث
عقبة بن الحارث هو الصحابي عقبة بن الحارث بن عامر بن نوفل بن عبد مناف بن قصّي القرشيّ النوّفليّ، يُكْنَى أبا سَرْوَعة فيما قال مصعب. قال الزّبير: وهو قول أهل الحديث. وأما أهل النّسب فإنهم يقولون: إن عقبة هذا هو أخو أبي سَرْوَعة، وإنما أسلما جميعًا يوم الفتح، وعقُبة هذا حجازي مكّي. قال الزّبير: هو الذي قتل خُبيب بن عَدِي، له حديث واحد ما أحفظ له غيره في شهادة امرأةٍ على الرّضاع. رواه عنه عُبيد بن أبي مريم وابن أبي مليكة، وقيل: إن ابن أبي مليكة لم يسمع منه، وإن بينهما عبيد بن أبي مريم. وقال بعض أهلِ النَّسب: أبو سَرْوعَة وعقبة بن الحارث أخوان.
قال ابن عبد البر: عقبة بن الحارث أبو سَرْوَعَة. وقيل: بل كان أخاه لأمّه، وهو أثبت عند مصعب، وأصحُّ من هذا كله ما رواه سفيان بن عيينة، عن عمرو بن دينار أنه سمع جابر بن عبد الله الأنصاريّ يقول: الذي قتل خُبيبًا أبو سَرْوَعة عقبة بن الحارث ابن عامر بن نَوفل. أسلم عام فتح مكة. روى له البخاري وأبو داود والترمذي والنسأئي.
أمه خديجة أو إمامة بنت عِياض بن رافع بن أَوْس بن فَلْجَةَ بن أُسامة بن غَنْم بن مُلَيح مِنْ خُزَاعة، وأخوه أبو حسين بن الحارث بن عامر، وأمه إمامة بنت خليفة بن النعمان بن بكر بن وائل مِن سَبْي العرب.

## أبناؤه
وَلَدَ عقبةُ بن الحارث: محمدًا وعباسًا وأمَّ عيسى، وأمهم أم البنين بنت زِرّ بن عُبيد الله بن عثمان بن عَمرو بن كَعب بن سعد بن تَيْم بن مُرّة، ويقال: أمهم ابنة عبد الله بن عثمان بن عَمرو بن كعب بن سعد بن تيم بن مرة. وعيسى ويعقوب لَأَمَةٍ مُولّدة اسمها بُنَانَة. وأُمَّ حُمَيد، وأمها أم سعيد بنت جُبَيْر بن مُطْعِم.

## روايته
قال ابن الأثير ما رواه الترمذي بسنده عن عقبة بن الحارث، قال: وسمعتُه من عقبة، ولكني لحديث عُبيد أَحفظ قال: تزوجتُ امرأَةً، فجاءَتنا امرأَةٌ سوداءُ فقالت: إِني قد أَرضعتكما. فأَتيت رسولَ الله صَلَّى الله عليه وسلم فقلت: إِنِّي تَزَوَّجْتُ فُلَانَةَ بِنْتَ فُلَانِ، فَجَاءَتْنَا امْرَأَةٌ سَوْدَاءُ فَقَالَتْ: إِنِّي قَدْ أَرْضَعْتُكُمَا، وَهِيَ كَإذِبَةٌ. فَأَعْرَضَ عَنِّي، قَالَ: فَأَتَيْتُهُ مِنْ قِبَلِ وَجْهِهِ فَقُلْتُ: إِنَّهَا كَإذِبَةٌ. قَالَ: وَكَيْفَ وَقَدْ زَعَمَتْ أَنَّهَا قَدْ أَرْضَعَتْكُمَا؟! دَعْهَا عَنْكَ" وكانت المرأَة التي تزوجها أُم يحيى بنت أَبي إِهاب.
قال أَبُو حَاتِمٍ الرَّازِيُّ: أبُو سَرْوَعةَ قاتل خُبَيب له صحبة، اسمه عقبة بن الحارث بن عامر؛ وليس هو عقبة بن عامر الذي أدركه ابنُ أبي مليكة هو الذي أخرج له البخاري وأصحاب السنن، ووهَم مَنْ أخرج حديثه في المتفق لصاحب العمدة. وله رواية عن أبي بكر الصديق. وروى عنه أيضًا إبراهيم بن عبد الرحمن بن عوف، وعبيد بن أبي مريم المكي.

## وفاته
مات عقبة بن الحارث في خلافة ابن الزبير.